# لورين كوليت
لورين كوليت (بالإنجليزية: Lorraine Collett)‏ هي عارضة وممثلة أمريكية، ولدت في 9 ديسمبر 1892 في كانساس سيتي في الولايات المتحدة، وتوفيت في 30 مارس 1983 في فريسنو في الولايات المتحدة.

## وصلات خارجية
- لورين كوليت على موقع IMDb (الإنجليزية)